# Isabel Farías Meyer
Isabel Farías Meyer   (Xile, 1993) és una periodista i activista xilena per la menopausa precoç, una afecció que pateix des d'abans dels 18 anys. Com a part de la seva carrera com activista ha impulsat la creació d'una xarxa per visibilitzar, concienciar i informar per millorar les condicions de vida de les dones que pateixen aquest diagnòstic.

## La "Comunidad Menopausia Precoz"
Al març del 2023 Isabel Farías va crear la primera xarxa regional llatinoamericana de coneixement de la malaltia, la Comunidad Menopausia Precoz. Amb aquesta iniciativa es treballa en la divulgació d'informació per a combatre mites i crear espais segurs per a les persones que conviuen amb aquesta situació.

## Reconeixements
L'any 2023 va ser reconeguda per la BBC a la llista anual de 100 dones inspiradores i influents de tot el món.